# Cupa Campionilor Europeni 1982-1983
Cupa Campionilor Europeni în sezonul 1982-1983 a fost câștigată de Hamburg, care a învins în finală formația Juventus.

## Runda preliminară
| Echipa 1         | Scor gen. | Echipa 2  | Tur | Retur |
| ---------------- | --------- | --------- | --- | ----- |
| Dinamo București | 4–3       | Vålerenga | 3–1 | 1–2   |

### Prima manșă
| Dinamo București                       | 3–1     | Vålerenga |
| -------------------------------------- | ------- | --------- |
| augustin 35' Georgescu 45', 66' (pen.) | Detalii | Gran 57'  |

### A doua manșă
| Vålerenga                 | 2–1     | Dinamo București |
| ------------------------- | ------- | ---------------- |
| Jacobsen 30' Davidsen 58' | Detalii | Custov 2'        |

Dinamo București s-a calificat mai departe cu scorul general de 4–3 

## Prima rundă
| Echipa 1          | Scor gen. | Echipa 2      | Tur | Retur |
| ----------------- | --------- | ------------- | --- | ----- |
| AS Monaco         | 0–2       | ȚSKA Sofia    | 0–0 | 0–2   |
| Dinamo Zagreb     | 1–3       | Sporting CP   | 1–0 | 0–3   |
| Víkingur          | 2–4       | Real Sociedad | 0–1 | 2–3   |
| Celtic            | 4–3       | Ajax          | 2–2 | 2–1   |
| Grasshopper       | 0–4       | Dinamo Kiev   | 0–1 | 0–3   |
| 17 Nëntori Tirana | 2–2a      | Linfield      | 1–0 | 1–2   |
| Dinamo Berlin     | 1–3       | Hamburg       | 1–1 | 0–2   |
| Olympiacos        | 2–1       | Öster         | 2–0 | 0–1   |
| Dinamo București  | 3–2       | Dukla Praga   | 2–0 | 1–2   |
| Aston Villa       | 3–1       | Beșiktaș      | 3–1 | 0–0   |
| Standard Liège    | 5–3       | Rába ETO Győr | 5–0 | 0–3   |
| Hvidovre          | 4–7       | Juventus      | 1–4 | 3–3   |
| Avenir Beggen     | 0–13      | Rapid Viena   | 0–5 | 0–8   |
| Hibernians        | 2–7       | Widzew Łódź   | 1–4 | 1–3   |
| Omonia            | 2–3       | HJK Helsinki  | 2–0 | 0–3   |
| Dundalk           | 1–5       | Liverpool     | 1–4 | 0–1   |

### Prima manșă
| Dinamo Berlin | 1–1     | Hamburg      |
| ------------- | ------- | ------------ |
| Riediger 17'  | Detalii | Milewski 37' |

| Olympiacos                     | 2–0     | Öster |
| ------------------------------ | ------- | ----- |
| Anastopoulos 10' Kokolakis 46' | Detalii |       |

| 17 Nëntori Tirana | 1–0     | Linfield |
| ----------------- | ------- | -------- |
| Kola 74'          | Detalii |          |

| Grasshopper | 0–1     | Dinamo Kiev        |
| ----------- | ------- | ------------------ |
|             | Detalii | Hermann 84' (o.g.) |

| Dinamo Zagreb | 1–0     | Sporting CP |
| ------------- | ------- | ----------- |
| Cerin 71'     | Detalii |             |

| AS Monaco | 0–0     | ȚSKA Sofia |
| --------- | ------- | ---------- |
|           | Detalii |            |

| Celtic                    | 2–2     | Ajax               |
| ------------------------- | ------- | ------------------ |
| Nicholas 15' McGarvey 28' | Detalii | Olsen 5' Lerby 18' |

| Víkingur | 0–1     | Real Sociedad   |
| -------- | ------- | --------------- |
|          | Detalii | Satrústegui 15' |

| Hibernians | 1–4     | Widzew Łódź                          |
| ---------- | ------- | ------------------------------------ |
| Xuereb 89' | Detalii | Tłokiński 7' Filipczak 33', 63', 66' |

| Avenir Beggen | 0–5     | Rapid Viena                                    |
| ------------- | ------- | ---------------------------------------------- |
|               | Detalii | Krankl 20', 26', 52' Panenka 38' Willfurth 78' |

| Omonia                     | 2–0     | HJK Helsinki |
| -------------------------- | ------- | ------------ |
| Philippos 45' Kantilos 87' | Detalii |              |

| Dundalk      | 1–4     | Liverpool                           |
| ------------ | ------- | ----------------------------------- |
| Flanagan 75' | Detalii | Whelan 7', 26' Rush 32' Hodgson 62' |

| Aston Villa                     | 3–1     | Beșiktaș |
| ------------------------------- | ------- | -------- |
| Withe 6' Morley 9' Mortimer 29' | Detalii | Ekși 61' |

| Dinamo București                  | 2–0     | Dukla Praga |
| --------------------------------- | ------- | ----------- |
| Mulțescu 30' Georgescu 59' (pen.) | Detalii |             |

| Standard Liège                                         | 5–0     | Rába ETO Győr |
| ------------------------------------------------------ | ------- | ------------- |
| Tahamata 21' Daerden 31' Wendt 49' Haan 67' Gerets 86' | Detalii |               |

| Hvidovre   | 1–4     | Juventus                                   |
| ---------- | ------- | ------------------------------------------ |
| Jensen 78' | Detalii | Platini 44' Rossi 54' Brio 60' Cabrini 73' |

### A doua manșă
| Hamburg                  | 2–0     | Dinamo Berlin |
| ------------------------ | ------- | ------------- |
| Hartwig 33' Hrubesch 88' | Detalii |               |

Hamburg s-a calificat mai departe cu scorul general de 3–1 
| Öster      | 1–0     | Olympiacos |
| ---------- | ------- | ---------- |
| Hallen 80' | Detalii |            |

Olympiacos s-a calificat mai departe cu scorul general de 2–1 
| Linfield                | 2–1     | 17 Nëntori Tirana |
| ----------------------- | ------- | ----------------- |
| Anderson 79' Gibson 83' | Detalii | Minga 28'         |

2–2 , 17 Nëntori Tirana s-a calificat mai departe cu scorul general de datorită golului marcat în deplasare
| Dinamo Kiev                    | 3–0     | Grasshopper |
| ------------------------------ | ------- | ----------- |
| Buryak 17', 90' Demyanenko 36' | Detalii |             |

Dinamo Kiev s-a calificat mai departe cu scorul general de 4–0 
| Sporting CP                    | 3–0     | Dinamo Zagreb |
| ------------------------------ | ------- | ------------- |
| António Oliveira 29', 37', 70' | Detalii |               |

Sporting CP s-a calificat mai departe cu scorul general de 3–1 
| ȚSKA Sofia                         | 2 – 0 d.p. | AS Monaco |
| ---------------------------------- | ---------- | --------- |
| Zdravkov 103' (pen.) Mladenov 112' | Detalii    |           |

ȚSKA Sofiawin 2–0 
| Ajax          | 1–2     | Celtic                     |
| ------------- | ------- | -------------------------- |
| Vanenburg 65' | Detalii | Nicholas 33' McCluskey 88' |

Celtic s-a calificat mai departe cu scorul general de 4–3 
| Real Sociedad                  | 3–2     | Víkingur                          |
| ------------------------------ | ------- | --------------------------------- |
| Uralde 3', 27' Satrústegui 54' | Detalii | Thorvardarsson 1' Herbertsson 70' |

Real Sociedad s-a calificat mai departe cu scorul general de 4–2 
| Widzew Łódź                          | 3–1     | Hibernians |
| ------------------------------------ | ------- | ---------- |
| Grębosz 26' (pen.) Matusiak 51', 86' | Detalii | Xuereb 16' |

Widzew Łódź s-a calificat mai departe cu scorul general de 7–2 
| Rapid Viena                                                                           | 8–0     | Avenir Beggen |
| ------------------------------------------------------------------------------------- | ------- | ------------- |
| Weber 9' Krankl 20' Willfurth 21', 54' Keglevits 34', 77' Garger 49' Thill 70' (o.g.) | Detalii |               |

Rapid Viena s-a calificat mai departe cu scorul general de 13–0 
| HJK Helsinki               | 3–0     | Omonia |
| -------------------------- | ------- | ------ |
| Rasimus 4' Ismail 61', 79' | Detalii |        |

HJK Helsinki s-a calificat mai departe cu scorul general de 3–2 
| Liverpool  | 1–0     | Dundalk |
| ---------- | ------- | ------- |
| Whelan 65' | Detalii |         |

Liverpool s-a calificat mai departe cu scorul general de 5–1 
| Beșiktaș | 0–0     | Aston Villa |
| -------- | ------- | ----------- |
|          | Detalii |             |

Aston Villa s-a calificat mai departe cu scorul general de 3–1 
| Dukla Praga     | 2–1     | Dinamo București |
| --------------- | ------- | ---------------- |
| Nehoda 15', 30' | Detalii | Țălnar 90'       |

Dinamo București s-a calificat mai departe cu scorul general de 3–2 
| Rába ETO Győr                      | 3–0     | Standard Liège |
| ---------------------------------- | ------- | -------------- |
| Szentes 38' Hajszán 57' Burcsa 68' | Detalii |                |

Standard Liège s-a calificat mai departe cu scorul general de 5–3 
| Juventus                         | 3–3     | Hvidovre                     |
| -------------------------------- | ------- | ---------------------------- |
| Boniek 34' Platini 64' Rossi 84' | Detalii | Petersen 78', 83' Hansen 86' |

Juventus s-a calificat mai departe cu scorul general de 7–4 

## A doua rundă
| Echipa 1         | Scor gen. | Echipa 2          | Tur | Retur |
| ---------------- | --------- | ----------------- | --- | ----- |
| ȚSKA Sofia       | 2–2a      | Sporting CP       | 2–2 | 0–0   |
| Real Sociedad    | 3–2       | Celtic            | 2–0 | 1–2   |
| Dinamo Kiev      | (w/o)     | 17 Nëntori Tirana | –   | –     |
| Hamburg          | 5–0       | Olympiacos        | 1–0 | 4–0   |
| Dinamo București | 2–6       | Aston Villa       | 0–2 | 2–4   |
| Standard Liège   | 1–3       | Juventus          | 1–1 | 0–2   |
| Rapid Viena      | 5–6       | Widzew Łódź       | 2–1 | 3–5   |
| HJK Helsinki     | 1–5       | Liverpool         | 1–0 | 0–5   |

### Prima manșă
| Hamburg        | 1–0     | Olympiacos |
| -------------- | ------- | ---------- |
| von Heesen 56' | Detalii |            |

| ȚSKA Sofia                 | 2–2     | Sporting CP              |
| -------------------------- | ------- | ------------------------ |
| Dzhevizov 10' Mladenov 75' | Detalii | Fernandes 31' Xavier 80' |

| Real Sociedad              | 2–0     | Celtic |
| -------------------------- | ------- | ------ |
| Satrústegui 74' Uralde 79' | Detalii |        |

| Rapid Viena               | 2–1     | Widzew Łódź   |
| ------------------------- | ------- | ------------- |
| Keglevits 58' Kienast 71' | Detalii | Tłokiński 48' |

| HJK Helsinki | 1–0     | Liverpool |
| ------------ | ------- | --------- |
| Ismail 43'   | Detalii |           |

| Dinamo București | 0–2     | Aston Villa   |
| ---------------- | ------- | ------------- |
|                  | Detalii | Shaw 11', 17' |

| Standard Liège      | 1–1     | Juventus    |
| ------------------- | ------- | ----------- |
| Tahamata 68' (pen.) | Detalii | Tardelli 7' |

| Dinamo Kiev |         | 17 Nëntori Tirana |
| ----------- | ------- | ----------------- |
|             | Detalii |                   |

17 Nëntori Tirana withdrew, Dinamo Kiev awarded the victory

### A doua manșă
| Olympiacos | 0–4     | Hamburg                                       |
| ---------- | ------- | --------------------------------------------- |
|            | Detalii | Magath 26' Hrubesch 51' Rolff 53' Bastrup 85' |

Hamburg s-a calificat mai departe cu scorul general de 5–0 
| Sporting CP | 0–0     | ȚSKA Sofia |
| ----------- | ------- | ---------- |
|             | Detalii |            |

2–2 . Sporting CP s-a calificat mai departe cu scorul general de datorită golului marcat în deplasare
| Celtic           | 2–1     | Real Sociedad |
| ---------------- | ------- | ------------- |
| MacLeod 30', 89' | Detalii | Uralde 26'    |

Real Sociedad s-a calificat mai departe cu scorul general de 3–2 
| Widzew Łódź                                         | 5–3     | Rapid Viena                                      |
| --------------------------------------------------- | ------- | ------------------------------------------------ |
| Woźniak 15', 25' Rozborski 29' Surlit 65' Wraga 77' | Detalii | Panenka 33' (pen.) Lainer 53' Grębosz 88' (o.g.) |

Widzew Łódź s-a calificat mai departe cu scorul general de 6–5 
| Liverpool                                           | 5–0     | HJK Helsinki |
| --------------------------------------------------- | ------- | ------------ |
| Dalglish 27' Johnston 30' Neal 44' Kennedy 61', 73' | Detalii |              |

Liverpool s-a calificat mai departe cu scorul general de 5–1 
| Aston Villa                   | 4–2     | Dinamo București          |
| ----------------------------- | ------- | ------------------------- |
| Shaw 5', 52', 67' Walters 87' | Detalii | Mulțescu 30' Iordache 71' |

Aston Villa s-a calificat mai departe cu scorul general de 6–2 
| Juventus       | 2–0     | Standard Liège |
| -------------- | ------- | -------------- |
| Rossi 13', 28' | Detalii |                |

Juventus s-a calificat mai departe cu scorul general de 3–1 

## Sferturi
| Echipa 1    | Scor gen. | Echipa 2      | Tur | Retur |
| ----------- | --------- | ------------- | --- | ----- |
| Sporting CP | 1–2       | Real Sociedad | 1–0 | 0–2   |
| Dinamo Kiev | 2–4       | Hamburg       | 0–3 | 2–1   |
| Aston Villa | 2–5       | Juventus      | 1–2 | 1–3   |
| Widzew Łódź | 4–3       | Liverpool     | 2–0 | 2–3   |

### Prima manșă
| Dinamo Kiev | 0–3     | Hamburg              |
| ----------- | ------- | -------------------- |
|             | Detalii | Bastrup 4', 52', 70' |

| Sporting CP   | 1–0     | Real Sociedad |
| ------------- | ------- | ------------- |
| Fernandes 89' | Detalii |               |

| Widzew Łódź             | 2–0     | Liverpool |
| ----------------------- | ------- | --------- |
| Tłokiński 49' Wraga 80' | Detalii |           |

| Aston Villa | 1–2     | Juventus            |
| ----------- | ------- | ------------------- |
| Cowans 53'  | Detalii | Rossi 1' Boniek 82' |

### A doua manșă
| Hamburg     | 1–2     | Dinamo Kiev                  |
| ----------- | ------- | ---------------------------- |
| Hartwig 61' | Detalii | Bezsonov 52' Yevtushenko 82' |

Hamburg s-a calificat mai departe cu scorul general de 4–2 
| Real Sociedad            | 2–0     | Sporting CP |
| ------------------------ | ------- | ----------- |
| Larrañaga 41' Bakero 68' | Detalii |             |

Real Sociedad s-a calificat mai departe cu scorul general de 2–1 
| Liverpool                            | 3–2     | Widzew Łódź                       |
| ------------------------------------ | ------- | --------------------------------- |
| Neal 16' (pen.) Rush 80' Hodgson 90' | Detalii | Tłokiński 39' (pen.) Smolarek 53' |

Widzew Łódź s-a calificat mai departe cu scorul general de 4–3 
| Juventus                      | 3–1     | Aston Villa |
| ----------------------------- | ------- | ----------- |
| Platini 14', 68' Tardelli 27' | Detalii | Withe 81'   |

Juventus s-a calificat mai departe cu scorul general de 5–2 

## Semifinale
| Echipa 1      | Scor gen. | Echipa 2    | Tur | Retur |
| ------------- | --------- | ----------- | --- | ----- |
| Real Sociedad | 2–3       | Hamburg     | 1–1 | 1–2   |
| Juventus      | 4–2       | Widzew Łódź | 2–0 | 2–2   |

### Prima manșă
| Real Sociedad | 1–1     | Hamburg   |
| ------------- | ------- | --------- |
| Gajate 74'    | Detalii | Rolff 58' |

| Juventus                      | 2–0     | Widzew Łódź |
| ----------------------------- | ------- | ----------- |
| Grębosz 8' (o.g.) Bettega 59' | Detalii |             |

### A doua manșă
| Hamburg                   | 2–1     | Real Sociedad |
| ------------------------- | ------- | ------------- |
| Jakobs 75' von Heesen 84' | Detalii | Álvarez 80'   |

Hamburg s-a calificat mai departe cu scorul general de 3–2 
| Widzew Łódź     | 2–2     | Juventus                     |
| --------------- | ------- | ---------------------------- |
| Surlit 54', 81' | Detalii | Rossi 32' Platini 82' (pen.) |

Juventus s-a calificat mai departe cu scorul general de 4–2 

## Finala
| Hamburg   | 1–0                 | Juventus |
| --------- | ------------------- | -------- |
| Magath 8' | Detalii MatchCentre |          |

## Golgheteri
Golgheterii sezonului de Cupa Campionilor Europeni 1982–83 sunt:
| Loc | Nume                    | Echipă        | Goluri |
| --- | ----------------------- | ------------- | ------ |
| 1   | Paolo Rossi             | Juventus      | 6      |
| 2   | Michel Platini          | Juventus      | 5      |
| 2   | Gary Shaw               | Aston Villa   | 5      |
| 4   | Lars Bastrup            | Hamburg       | 4      |
| 4   | Hans Krankl             | Rapid Vienna  | 4      |
| 4   | Mirosław Tłokiński      | Widzew Łódź   | 4      |
| 4   | Pedro Uralde            | Real Sociedad | 4      |
| 7   | António Oliveira        | Sporting CP   | 3      |
| 7   | Atik Ismail             | HJK Helsinki  | 3      |
| 7   | Christian Keglevits     | Rapid Vienna  | 3      |
| 7   | Jesús María Satrústegui | Real Sociedad | 3      |
| 7   | Krzysztof Surlit        | Widzew Łódź   | 3      |
| 7   | Ronnie Whelan           | Liverpool     | 3      |
| 7   | Gerald Willfurth        | Rapid Vienna  | 3      |